# Матео Сушич
Матео Сушич (босн. Mateo Sušić, нар. 18 листопада 1990, Мостар) — боснійський футболіст, захисник клубу «Шериф».
Виступав, зокрема, за клуби «Зріньскі» та «ЧФР Клуж», а також національну збірну Боснії і Герцеговини.

## Клубна кар'єра
Народився 18 листопада 1990 року в місті Мостар.
У дорослому футболі дебютував 2008 року виступами за команду клубу «Зріньскі», в якій провів два сезони, взявши участь у 35 матчах чемпіонату. 
Своєю грою за цю команду привернув увагу представників тренерського штабу клубу «Істра 1961», до складу якого приєднався 2010 року. Відіграв за клуб наступні три сезони своєї ігрової кар'єри. Більшість часу, проведеного у складі У складі, був основним гравцем захисту команди.
У 2013 році уклав контракт з клубом «Енергі», у складі якого провів наступний рік своєї кар'єри гравця. 
З 2014 року один сезон захищав кольори команди клубу «ЧФР Клуж». 
До складу клубу «Шериф» приєднався 2015 року. Відтоді встиг відіграти за тираспольський клуб 51 матч в національному чемпіонаті.

## Виступи за збірні
У 2007 році дебютував у складі юнацької збірної Боснії і Герцеговини.
Протягом 2009–2012 років залучався до складу молодіжної збірної Боснії і Герцеговини. На молодіжному рівні зіграв у 7 офіційних матчах.
У 2016 році дебютував в офіційних матчах у складі національної збірної Боснії і Герцеговини. Наразі провів у формі головної команди країни 9 матчів.

## Досягнення
- Чемпіон Боснії і Герцеговини (1) :

«Зриньські»: 2008-09
- Чемпіон Молдови (4) :

«Шериф»: 2015-16, 2016-17, 2017, 2018.
- Володар Кубка Молдови (3):

«Шериф»: 2014-15, 2016-17, 2018-19.
- Володар Суперкубка Молдови (2):

«Шериф»: 2015, 2016.
- Чемпіон Румунії (2):

ЧФР (Клуж-Напока): 2019-20, 2020-21
- Володар Суперкубка Румунії (1):

ЧФР (Клуж-Напока): 2020
- Володар Суперкубка Кіпру (1):

АПОЕЛ: 2024